# Ectropis impos
Ectropis impos là một loài bướm đêm trong họ Geometridae.